# Barkhonungsfågel
Barkhonungsfågel (Melithreptus validirostris) är en fågel i familjen honungsfåglar inom ordningen tättingar.

## Utbredning och systematik
Fågeln förekommer på Tasmanien och på öarna King Island och Flinders Island i Bass Strait. Den behandlas som monotypisk, det vill säga att den inte delas in i några underarter.

## Status
IUCN kategoriserar arten som sårbar.